# 紀元前806年
紀元前806年（きげんぜん806ねん）は、西暦による年。

## 他の紀年法
- 干支 : 乙未
- 中国
  - 周 - 宣王22年
  - 魯 - 孝公元年
  - 斉 - 文公10年
  - 晋 - 穆侯6年
  - 秦 - 荘公16年
  - 楚 - 熊徇16年
  - 宋 - 恵公25年
  - 衛 - 武公7年
  - 陳 - 釐公26年
  - 蔡 - 釐侯4年
  - 曹 - 戴伯20年
  - 鄭 - 桓公元年
  - 燕 - 釐侯21年
- 朝鮮
  - 檀紀1528年
- ユダヤ暦 : 2955年 - 2956年
- アッシリア暦 : 3945年
- 人類紀元 : 9195年

## できごと
- 周の宣王が庶弟の友を鄭に封じた。これが鄭の桓公である。